# 1028 Lydina
1028 Lydina là một tiểu hành tinh vành đai chính. Nó được phát hiện bởi Vladimir Aleksandrovich Albitzky ngày 6 tháng 11 năm 1923. Tên ban đầu của nó là 1923 PG. Tên của tiểu hành tinh được đặt theo tên của người vợ của người phát hiện, bà Lydia Illichna Albitskya.